# М'єря (Вилча)
М'єря (рум. Mierea) — село у повіті Вилча в Румунії. Входить до складу комуни Гіорою.
Село розташоване на відстані 184 км на захід від Бухареста, 62 км на південний захід від Римніку-Вилчі, 43 км на північ від Крайови.

## Населення
За даними перепису населення 2002 року у селі проживали 95 осіб, усі — румуни. Усі жителі села рідною мовою назвали румунську.